# Zakya Daoud
Zakya Daoud (de nombre real Jacqueline Loghlam) (Bernay, 1937) es una periodista y escritora franco-marroquí.  Esté naturalizada marroquí y cambió su nombre en 1959. Redactora de la revista marroquí Lamalif de 1966 a 1988 también escribió para Maghreb-Machrek, Arabies, Panoramiques y Le Monde diplomatique además de ser la autora de numerosas obras y varios ensayos sobre emigración.

## Trayectoria
La periodista y escritora franco-marroquí Zakya Daoud, también conocida como Jacqueline Loghlan, se apasionó por la historia de Marruecos y la población marroquí. Es, por otro lado una de las pocas extranjeras que se han naturalizado en Marruecos. Como periodista siguió durante treinta años, la vida política de Marruecos, con una mente crítica y sin complacencia. En 1966, fundó Lamalif.
Zakya Daoud ha publicado una gran cantidad de libros sobre los temas marroquíes sobre inmigración y la ciudadanía, la emigración marroquí en 2004 o los trabajadores marroquíes en Francia. También es una historiadora que observó la historia desconocida del Emir Abdelkrim, el primer independentista marroquí, en el origen de la revuelta del Rif. En la década de 1920 discutió con Maâti Monjib, la carrera política de Ben Barka, su infancia y su trágico destino. Con Benjamin Stora, publicó Ferhart Abbas, una utopía argelina, y luego se interesó por la causa de las mujeres en los tres países del Magreb en Feminismo y Política en el Magreb, publicado en 1994. 
También ha publicado novela histórica con Zaynab, reina de Marrakech.